# Комагатаке
Комагата́ке (яп. 北海道駒ヶ岳 Хоккайдо: Комагатакэ) — вулкан на японском острове Хоккайдо. Является частью национального парка Онума и популярным туристическим объектом.
Находится на территории полуострова Осима на юго-западе Хоккайдо. Высота 1131 м. В настоящее время вулкан является слабо активным — последнее извержение произошло в 2000 году.